# 클로드 프랑수아
클로드 프랑수아(Claude François, 1939년 2월 1일 ~ 1978년 3월 11일)는 프랑스의 가수이다. 1960년대부터 1970년대에 걸쳐 프랑스에서 가장 인기있는 아티스트 중 한명이었다. 1978년 3월 11일, 아파트의 방에서 깨진 전구 욕조를 만지다가 감전사했다.